# Festival Internacional de Cine Fantástico de Bruselas
El Festival Internacional de Cine Fantástico de Bruselas (en inglés Brussels International Fantastic Film Festival o BIFFF), antiguamente llamado Brussels International Festival of Fantastic Film (del francés: Festival international du film fantastique de Bruxelles), en neerlandés: Internationaal Festival van de Fantastische Film van Brussel fue creado en 1983 para premiar aquellas películas del género terror, thriller y ciencia ficción. Se realiza en Bruselas (Bélgica) una vez al año, en el mes de marzo. Inicialmente fue organizado por Annie Bozzo, Gigi Etienne, Freddy Bozzo, Georges Delmote y Guy Delmot. Actualmente tiene las modalidades de cortometraje y largometraje, y también la competición internacional.
Desde 2001 el festival incorporó una competencia international de body painting.
Las dos estatuillas más importantes son el Cuervo de Oro (Corbeau d'or) y el Cuervo de Plata (Corbeau d'argent).

## Premios

### Premios para largometrajes
- El Cuervo de Oro, en nombre de Joseph Henrion
- El Cuervo de Plata, en nombre de Michel Devillers
- El Pegaso, en nombre de Daniel Monic
- El Premio de la Crítica, co-otorgado por la Union de la presse cinématographique belge y la Union de la critique de cinéma

### Competición europea de largometrajes
- El Méliès d'argent
- El Prix du 7e parallèle
- El Premio Trhiller (Prix Thriller)

### Competición internacional de cortometrajes
- Premio de la Televisión Internacional
- Le prix spécial du jury et de la SABAM
- Le prix BeTV
- Ainsi qu'un titre de «finaliste» Méliès d'or

### Competición nacional de cortometrajes
- Premio SACD
- Premio RTBF
- Premio Michel Devillers

## Ganadores del Cuervo de Oro
| Año  | Película                                           | Director             |
| ---- | -------------------------------------------------- | -------------------- |
| 1983 | Les Chasses sauvages du Roi Stakh                  | Valeri Rubinchik     |
| 1984 | Nightmares                                         | Joseph Sargent       |
| 1985 | Dreamscape                                         | Joseph Ruben         |
| 1986 | Piccoli Fuochi                                     | Peter Del Monte      |
| 1987 | Radioactive Dreams                                 | Albert Pyun          |
| 1988 | Angustia                                           | Bigas Luna           |
| 1989 | Paperhouse                                         | Bernard Rose         |
| 1990 | La Banyera                                         | Jesus Garay          |
| 1991 | A Paucity of Flying Dreams                         | Eizo Sugawa          |
| 1992 | Timescape                                          | David S. Twohy       |
| 1993 | Army of Darkness                                   | Sam Raimi            |
| 1994 | Frauds                                             | Stephan Elliott      |
| 1995 | Accumulator 1                                      | Jan Sverak           |
| 1996 | El día de la bestia                                | Álex de la Iglesia   |
| 1997 | Luna e L'Altra                                     | Maurizio Nichetti    |
| 1998 | Lawn Dogs                                          | John Duigan          |
| 1999 | Ringu                                              | Hideo Nakata         |
| 2000 | The Nameless                                       | Jaume Balaguero      |
| 2001 | The Isle                                           | Ki-Duk Kim           |
| 2002 | Dog Soldiers                                       | Neil Marshall        |
| 2003 | Cypher                                             | Vincenzo Natali      |
| 2004 | Save the Green Planet!                             | Jun-hwan Jang        |
| 2005 | Marebito                                           | Takashi Shimizu      |
| 2006 | Adam's Apples                                      | Anders Thomas Jensen |
| 2007 | The Host                                           | Bong Joon-Ho         |
| 2008 | 13 Beloved                                         | Chookiat Sakveerakul |
| 2009 | Let the Right One In (Låt den rätte komma in)      | Thomas Alfredson     |
| 2010 | Orphan                                             | Jaume Collet-Serra   |
| 2011 | I Saw the Devil (Akmareul boatda)                  | Ji-Woon Kim          |
| 2012 | The Awakening                                      | Nick Murphy          |
| 2013 | Ghost Graduation (Promoción fantasma)              | Javier Ruiz Caldera  |
| 2014 | Witching and Bitching (Las brujas de Zugarramurdi) | Álex de la Iglesia   |
| 2015 | Frankenstein                                       | Bernard Rose         |
| 2016 | I Am a Hero                                        | Shinsuke Sato        |
| 2017 | Better Watch Out (Safe Neighborhood)               | Chris Peckover       |
| 2018 | Inuyashiki                                         | Shinsuke Sato        |
| 2019 | Little Monsters                                    | Abe Forsythe         |
| 2021 | Vicious Fun                                        | Cody Calahan         |